# Grabovik (Goražde, BiH)
Grabovik je naselje u općini Goražde, Federacija BiH, BiH.

## Vanjske poveznice
- Satelitska snimka  Arhivirana inačica izvorne stranice od 18. veljače 2021. (Wayback Machine)